# 펑꾸이에서 온 소년
펑꾸이에서 온 소년(風櫃來的人: The Boys From Fengkuei)은 대만에서 제작된 허우 샤오시엔 감독의 1983년 영화이다. 유승택 등이 주연으로 출연하였다.

## 출연

### 주연
- 유승택
- 장세
- 탁종화